# リュー・エアーズ
リュー・エアーズ（Lew Ayres、1908年12月28日 - 1996年12月30日）はアメリカ合衆国の俳優。

## 来歴
ミネソタ州ミネアポリス出身。アリゾナ大学（専攻は薬学）卒業。
バンジョー、ギター、ピアノなどに堪能で一通り弾けたことからヘンリー・ハルステッド楽団に入る。つづいてレイ・ウェスト楽団に移り、ココナッツ・グループへ出演中をパテ社幹部のポール・バーンに認められ、6ヶ月の契約を結ぶ。1929年に映画デビュー、翌年ユニヴァーサル社に移籍し、1930年の反戦映画『西部戦線異状なし』の蝶を追いかけて銃弾に倒れる兵士役でセンセーショナルをまき起こすも、キャリア不足のためにスターとはならなかった。1935年にフォックス社と契約、B級映画で活躍をする。1938年にメトロ・ゴールドウィン・メイヤー社に移って『ドクター・キルデア』シリーズに出演した。
第2次世界大戦勃発と同時に、『西部戦線異状なし』に出演した経緯から良心的参戦拒否を宣言し、さらには映画出演も拒んで直接の戦闘を避ける看護兵に志願する。しかし、当時の世相ではエアーズの行為は許されず、興行主も主演映画をボイコットしファンも彼のことを見放した。
1946年に映画に復帰。しかし、その後も戦争映画に出演することを拒否し、ワーナー・ブラザースと結んだ長期契約も出演作はわずか2本だった。自ら“半引退”と称し、後年の散発的な映画出演の傍ら、宗教活動にも没頭し、宗教ドキュメンタリー製作にも力を入れる。
1960年代からはテレビドラマへの出演が多くなり俳優としての活動を本格的に再開した。
1996年、ロサンゼルスで死去。

### 私生活
結婚は3回しており、最初の妻とは1933年に離婚し、その年にジンジャー・ロジャースと再婚、1940年に離婚した。1964年にDiana Hallと再婚し、エアーズが死ぬまで連れ添った。

## 主な出演作品

### 映画
| 公開年 放映年 | 邦題 原題                                                              | 役名                             | 備考       |
| ------------- | ---------------------------------------------------------------------- | -------------------------------- | ---------- |
| 1930          | 接吻 The Kiss                                                          | ピエール                         |            |
| 1930          | 地獄の一丁目 The Doorway to Hell                                       | ルイ                             |            |
| 1930          | 西部戦線異状なし All Quiet on the Western Front                        | ポール・バウマー                 |            |
| 1931          | 鉄青年 Iron Man                                                        | キッド・メイソン                 |            |
| 1931          | 新聞街の殺人 Up for Murder                                             | ロバート・マーシャル             |            |
| 1933          | あめりか祭 State Fair                                                  | パット・ギルバート               |            |
| 1933          | 恋に賭けるな Don't Bet on Love                                         | ビル                             |            |
| 1933          | 妾の弱点 My Weakness                                                   | ロニー                           |            |
| 1934          | 紐育-桑港 Cross Country Cruise                                         | ノーマン・ウィンスロップ         |            |
| 1934          | 水兵万歳 She Learned About Sailors                                     | ラリー・ウィルソン               |            |
| 1936          | 写真の殺人 Murder with Pictures                                        | ケント・マードック               |            |
| 1937          | マドリッド最終列車 The Last Train from Madrid                          | ビル・デクスター                 |            |
| 1938          | 素晴らしき休日 Holiday                                                 | ネッド・シートン                 |            |
| 1939          | ブロードウェイ・セレナーデ Broadway Serenade                           | ジェイムス・ジョフリー・シーモア |            |
| 1946          | 暗い鏡 The Dark Mirror                                                 | スコット・エリオット             |            |
| 1948          | ジョニー・ベリンダ Johnny Belinda                                      | ロバート・リチャードソン         |            |
| 1951          | 熱砂の戦い New Mexico                                                  | ハント                           |            |
| 1953          | ドノヴァンの脳髄 Donovan's Brain                                       | パトリック・J・コリー            |            |
| 1962          | 野望の系列 Advise & Consent                                            | ハーリー・ハドソン               |            |
| 1964          | 大いなる野望 The Carpetbaggers                                         | マカリスター                     |            |
| 1972          | 真夜中の侵入者/亡霊は誰を待つ? She Waits                               | サム・カーペンター               | テレビ映画 |
| 1972          | ザ・マン/大統領の椅子 The Man                                          | ノア・カルヴィン                 |            |
| 1973          | 惑星テラ The Stranger                                                  | ディラン                         | テレビ映画 |
| 1973          | 最後の猿の惑星 Battle for the Planet of the Apes                       | マンデムス                       |            |
| 1974          | 人造人間クエスター The Questor Tapes                                   | ヴァスロヴィック                 | テレビ映画 |
| 1977          | エンド・オブ・ザ・ワールド/死を呼ぶエイリアン脱出計画 End of the World | ベッカーマン                     |            |
| 1978          | オーメン2/ダミアン Damien: Omen II                                     | ビル                             |            |
| 1979          | 死霊伝説 Salem's Lot                                                   | ジェイソン・バーク               | テレビ映画 |
| 1986          | ワシントン爆破大作戦 Under Siege                                       | ジョン・ペイス                   | テレビ映画 |

### テレビシリーズ
| 放映年 | 邦題 原題                                             | 役名                   | 備考                     |
| ------ | ----------------------------------------------------- | ---------------------- | ------------------------ |
| 1974   | 刑事コロンボ Columbo                                  | ハワード・ニコルソン   | エピソード『愛情の計算』 |
| 1977   | 地上最強の美女バイオニック・ジェミー The Bionic Woman | イライジャ・クーパー   | 2エピソード              |
| 1978   | 宇宙空母ギャラクティカ Battlestar Galactica           | アダー大統領           | 2エピソード              |
| 1978   | 新・天地創造 Greatest Heroes of the Bible             | ノア                   | 2エピソード              |
| 1981   | 私立探偵マグナム Magnum,p.i.                          | シドニー・ドリンジャー | 1エピソード              |
| 1986   | 特攻野郎Aチーム The A-Team                            | バーニー・グリーン     | 1エピソード              |
| 1986   | L.A.ロー 七人の弁護士 L.A. Law                        | ロリマー・ヘンダーソン | 1エピソード              |